# Belén de Escobar
Belén de Escobar är ett område i orten Escobar i Argentina. Den ligger i provinsen Buenos Aires, i den centrala delen av landet, 50 kilometer nordväst om huvudstaden Buenos Aires. Folkmängden uppgår till cirka 50 000 invånare.

## Geografi
Belén de Escobar ligger 24 meter över havet Terrängen runt Belén de Escobar är mycket platt. Runt Belén de Escobar är det tätbefolkat, med 709 invånare per kvadratkilometer.. Trakten runt Belén de Escobar består till största delen av jordbruksmark.